# Fabio De Nicola
Fabio De Nicola (Caserta, 22 novembre 1983) è un pallanuotista italiano.

## Carriera
Portiere cresciuto nelle giovanili del Volturno, esordisce in Serie B, a 13 soli anni, in trasferta al Foro Italico contro la Roma Racing. Dopo varie apparizioni in tutte le nazionali giovanili, nella stagione 2001-2002 passa al Circolo Canottieri Napoli, squadra con cui esordisce in A1. Al termine di quella stagione partecipa, come secondo portiere, agli Europei Juniores di Bari, conquistando la medaglia di bronzo, alle spalle della Serbia e dell'Ungheria. La stagione seguente torna in prestito al Volturno. Nel 2003-04 ritorna al Circolo Canottieri Napoli. Nel 2004-05 gioca in prestito all'Acquachiara, squadra neopromossa in Serie B. Nel 2005-06 ritorna al Volturno, squadra in cui milita fino alla stagione 2007-2008, quando si trasferisce in Svizzera, dove con la calottina della Lugano Pallanuoto conquista un titolo nazionale nel 2010, tre secondi posti nel 2008, 2009 e 2011 e tre coppe nazionali nel 2009, 2010, 2011. Nel 2009 e 2010 viene nominato miglior giocatore dei play off.
Al termine della stagione 2011-12 passa alla SP Bissone. Nel novembre 2015 ritorna nel panorama pallanuotistico italiano, accettando l'offerta della neonata società lariana Pallanuoto Como, militante nel girone 2 della Serie B. Nell'agosto 2020 ritorna alla Lugano Pallanuoto, dove conclusa la carriera agonistica intraprende quella di allenatore.

## Curiosità
Nel mese di giugno 2021, durante la partita di campionato vinta contro il SV Basel, segna un gol da porta a porta proprio allo scadere dell'incontro.

## Palmarès
- 1 Bronzo Campionato europeo under 19 (2002)
- Campione Svizzero NWL nel 2010
- Vincitore Coppa Svizzera nel 2009, 2010 e 2011
- Secondo posto NWL nel 2008, 2009, 2011 e 2021